# Émerson de Souza Ferreti
Émerson de Souza Ferreti, detto Émerson (Porto Alegre, 3 settembre 1971), è un ex calciatore brasiliano, di ruolo portiere.

## Carriera

### Club
Ha giocato con il Grêmio a livello giovanile e nel Flamengo, ma si è stabilito come titolare fisso nel Juventude, con 32 presenze. Nel 2001 ricevette la Bola de Prata come miglior portiere del campionato nazionale, riconoscimento accresciuto dal fatto che il Bahia non fosse una squadra quotata per la vittoria del titolo, ma arrivò comunque ai quarti di finale del torneo. Nel 2006 lasciò il Bahia per trasferirsi al Vitória, squadra rivale del Bahia in quanto sua maggiore rivale per il titolo del Campionato Baiano, ma non riuscì a giocare alcuna partita in campionato nazionale e giocò solo 5 partite in Copa do Brasil.

### Nazionale
Con la Nazionale di calcio del Brasile fu convocato per il campionato mondiale di calcio Under-20 1991 come secondo portiere.

## Palmarès

### Club

#### Competizioni statali
- Campionato Carioca: 1

Flamengo: 1996
- Campionato Gaúcho: 1

Grêmio: 1998
- Campionato Baiano: 2

Bahia: 2001
Vitória: 2007

#### Competizioni regionali
- Copa do Nordeste: 1

Bahia: 2001, 2002

#### Competizioni nazionali
- Coppa del Brasile: 1

Juventude: 1999

### Individuale
- Bola de Prata: 1

2001